# Antonio Donghi

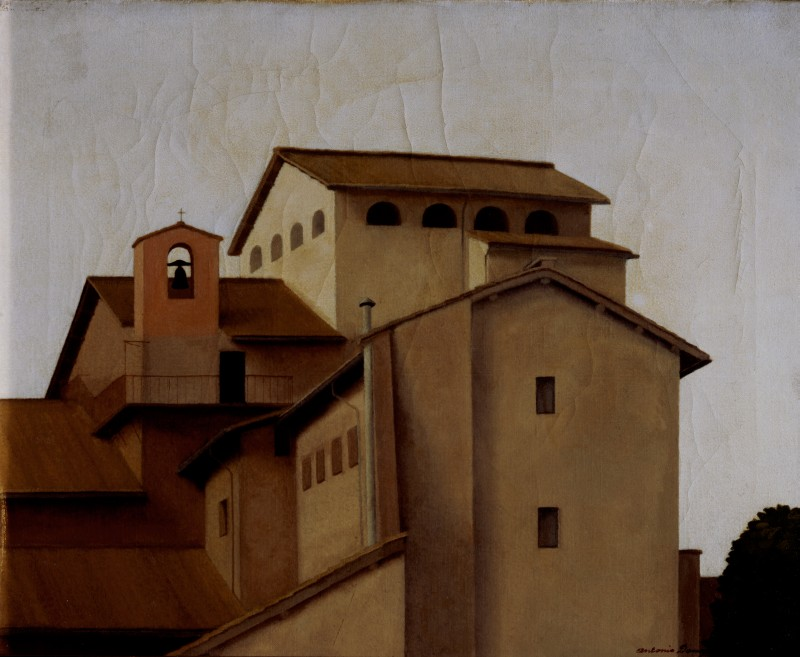
Convento, 1928 circa
Collezioni d'arte della Fondazione Cariplo, Milano

Antonio Donghi (Roma, 16 marzo 1897 – Roma, 16 luglio 1963) è stato un pittore italiano, tra i principali esponenti del Realismo magico.

## Biografia
Nasce a Roma da Lorenzo (commerciante di stoffe originario di Lecco) e da Ersilia de Santis. La separazione dei genitori e il conseguente periodo trascorso in collegio probabilmente hanno influito sulla formazione del suo carattere schivo e appartato. 
S'iscrive al Regio Istituto di Belle Arti di Roma e ne consegue la licenza nel 1916. 

Inizia il servizio militare ed è inviato in Francia; alla fine della guerra si dedica allo studio della pittura nei musei di Firenze e di Venezia.
Esordisce nei primi anni venti e già nel 1923 partecipa con Nudo di donna alla seconda Biennale di Roma operando nel clima di Valori plastici: notevoli dipinti di quell'anno sono le Lavandaie e il Carnevale.
Il primo studio romano di Donghi era in via del Lavatore, presso Fontana di Trevi. Più tardi l'artista si trasferì in Trastevere, in via dei Riari, una strada appartata e chiusa sotto il Gianicolo.
Del 1924 sono le sue prime personali a Roma; nel dicembre dello stesso anno espone a Milano alla Galleria Pesaro nell'importante collettiva Venti artisti italiani a cura di Ugo Ojetti a cui partecipano, tra gli altri, anche Casorati, de Chirico, Guidi, Oppi, Tozzi, Trombadori. 

Nel 1924 ritrae Lauro De Bosis.
Ben presto Donghi viene considerato come un significativo esponente della tendenza del Realismo magico, che più tardi verrà così definita dal critico tedesco Franz Roh.
Nonostante il carattere riservato dell'artista, la sua pittura assume una valenza sempre più internazionale: nel 1925 espone a Mannheim in una mostra dedicata alla Nuova oggettività. 

Nel 1926, con dieci quadri, è ancora in una collettiva itinerante negli Stati Uniti, a cura del Ministero della pubblica istruzione. Nello stesso anno è a Parigi, dove incontra Filippo de Pisis e Giorgio de Chirico.
Nel 1927, grazie all'appoggio di De Bosis, tiene con successo una personale a New York.
Altre mostre seguono in Svizzera e Germania e, ancora negli USA, in autunno al Premio Carnegie di Pittsburgh il suo Carnevale riscuote viva approvazione e viene acquistato da un'importante collezione americana.
Il musicista Alfredo Casella ne apprezza la pittura, diviene suo collezionista e lo sostiene insieme ad Ojetti.
Nel 1928 espone ancora a New York e poi partecipa alla Biennale di Venezia (Il circo equestre, Canzonettista, Cocottina e a vari paesaggi).

Nel 1929 partecipa alla Seconda mostra del Novecento Italiano alla Permanente di Milano ; Roberto Longhi si interessa attivamente alla sua pittura.
Negli anni trenta si dedica anche intensamente alla pittura di paesaggio in piccole dimensioni, viaggiando nelle regioni del Centro Italia.

Questi sono per Donghi anni di intenso lavoro e successo: alla Biennale del 1930 il dipinto Donna alla finestra è acquistato dalla Galleria d'Arte Moderna di Palazzo Pitti. Espone poi a Buenos Aires nella Mostra del Novecento Italiano.

Espone ancora negli Stati Uniti, a Pittsburgh: il successo oltreoceano è notevole e destinato a continuare nel tempo. Nel 1931 è alla prima Quadriennale romana con opere acquistate da collezioni pubbliche. Alla Biennale di Venezia del 1932 due delle otto opere esposte sono acquistate da Collezioni pubbliche: la Donna al caffè dal Museo di Ca' Pesaro, la Giovanetta dal museo Civico di Genova. 

Nel 1932 tiene un'ampia personale a Roma e l'anno successivo all'International 1933 Exhibition di New York. La Galleria Nazionale di Arte Moderna di Roma gli acquista Figura di donna. 

Nel 1935 Donghi espone alla seconda Quadriennale un gruppo di opere, presentandole anche con un proprio testo.
Nel 1936 riceve l'incarico di figura alla Regia Accademia di Belle arti e liceo artistico di Roma. È di questo anno il dipinto Il giocoliere. Ai suoi temi consueti di saltimbanchi, ballerine e personaggi, aggiunge in questo periodo il tema del paesaggio, studiato grazie ai suoi frequenti viaggi. 
Nel 1938 tiene una personale a Roma (galleria Jandolo) con quadri di questo recente periodo. Nel 1940 è alla galleria Gian Ferrari di Milano. In questi anni s'interessa anche all'arte sacra.
Nel 1941 l'Accademia d'Italia gli conferisce un premio per la sua attività di artista.
Intorno alla metà degli anni quaranta il suo linguaggio pittorico tende a modificarsi sempre più nei modi e nelle dimensioni. 
Prende parte alla quarta Quadriennale (1943) e tiene una personale alla galleria La Finestra di Roma (1945). 
Il suo carattere schivo non lo facilita nel mutato clima culturale del dopoguerra italiano anche se può contare sul collezionismo che lo ha seguito nel tempo. Rimane estraneo alla contesa tra astrattismo e figurazione, propria del periodo, anche se lamenta le sue difficoltà come artista figurativo. 

Tuttavia la sua partecipazione all'importante rassegna Twentieth-Century Italian Art nel Museum of Modern Art di New York (settembre 1949) costituisce ancora un importante riconoscimento della sua arte; in questa rassegna espone uno dei suoi ultimi importanti lavori, la Caccia alle allodole (1942).
Nel dopoguerra dipinge soprattutto paesaggi che esegue in occasione dei suoi consueti soggiorni soprattutto nell'alto Lazio, in Toscana (Lucchesia) e Liguria (La Spezia) mentre continua anche a partecipare alle Biennali di Venezia (1952 e 1954) ed alle Quadriennali romane (1951, 1955 e 1959).
In questi ultimi anni la sua arte si rivolge ad una rappresentazione quasi naïve della realtà.
L'ultimo suo dipinto è, con ogni probabilità, Ritorno dal lavoro, trovato dai suoi familiari, ancora senza firma, sul cavalletto nello studio al momento della sua morte .
Nel 1965, gli viene dedicata una retrospettiva nell'ambito della IX Quadriennale di Roma.

## Opere
- Nudo di donna (1923), collezione privata
- Lavandaie (1923), collezione privata
- Carnevale (1923), collezione privata, USA
- Via del Lavatore (1924), Palazzo Braschi, Roma
- Autoritratto (1924), collezione privata
- Ritratto di Lauro de Bosis (1924 circa), collezione F.B.
- Ponte Cestio (1925), Palazzo Braschi, Roma
- Canzonettista (1925), collezione privata
- Fiori (Dalie) (1925), Museo novecento, Firenze
- Piazzale alberato (1925), Museo novecento, Firenze
- La sposa (1926), collezione INA Assitalia
- Il giocoliere (1926), collezione privata
- Donna alla finestra (1926), Palazzo Pitti, Firenze
- Circo equestre (1927), collezione Etro
- Cocottina (1927), Galleria di Cà Pesaro, Venezia
- Donne per le scale (1929), Collezione Banca Monti dei Paschi, Siena.
- Battesimo (1930), GAM, Torino.
- Donna alla toeletta (1930), Galleria d'arte moderna di Roma Capitale, Roma.
- Prima della canzone (1930), collezione privata.
- Giovinetta (1931), Galleria d'arte moderna, Genova
- Il tevere (1931), GNAM, Roma
- Donna al caffè (1931), Galleria di Cà Pesaro, Venezia
- Canzone (1932), collezione privata
- Figura di donna (1932), GNAM, Roma
- Gli amanti alla stazione (La partenza, L'attesa, Alla stazione) (1933), Galleria di Cà Pesaro, Venezia
- Il ponte di ferro ai Fiorentini (1933), Palazzo Braschi, Roma
- Le villeggianti (1934), Galleria di Cà Pesaro, Venezia
- Il giocoliere (1936), collezione Banca di Roma
- Gita in barca (1934), Palazzo Merulana, Roma
- Margherita (1936), Museo del ‘900, Milano
- Piccoli saltimbanchi (1938), Palazzo Merulana, Roma
- L'altalena (1941), collezione privata
- Caccia alle allodole (1942) , collezione Banca di Roma
- Le Grazie di La Spezia (1946), collezione privata
- Carico di fascine (1950), Palazzo Romagnoli, Forlì
- Stazzema (1951), GNAM, Roma
- Strada di Lucchesia (1952), collezione privata
- Montecarlo di Lucca (1953), collezione Banca di Roma

## Mostre
- 1923 - Seconda Biennale, Roma
- 1924 - Galleria Pesaro, Milano
- 1925 - Mannheim, "Nuova oggettività"
- 1926 - Exhibition of Modern Italian Art - Mostra itinerante negli USA
- 1927 - Premio Carnegie, Pittsburg
- 1928 - Biennale di Venezia
- 1930 - Biennale di Venezia
- 1931 - Prima Quadriennale, Roma
- 1935 - Seconda Quadriennale, Roma
- 1938 - Galleria Jandolo, Roma
- 1940 - Galleria Gianferrari, Milano
- 1943 - Quarta Quadriennale, Roma
- 1945 - Galleria La finestra, Roma
- 1947 - Twentieth Century Italian Art, MOMA, New York[2]
- 1950 - Primo Premio Olevano Romano
- 1951 - Sesta Quadriennale, Roma
- 1952 - Biennale, Venezia
- 1954 - Biennale, Venezia
- 1955 - VII Quadriennale di Roma
- 1959 - VIII Quadriennale di Roma
- 1963 - Una prima mostra retrospettiva si svolge in Roma, alla galleria La Nuova Pesa, poco dopo la sua morte.
- 2007 - Roma, Complesso del Vittoriano
- 2007 - Milano, Palazzo Reale
- 2007 - Roma, Palazzo Merulana